# Vladislav Vilímec
Vladislav Vilímec (* 5. července 1963 Klatovy) je český politik ODS, v letech 2018 až 2024 senátor za obvod č. 11 – Domažlice, v letech 2006 až 2013 a opět v letech 2014 až 2017 poslanec Poslanecké sněmovny PČR za Plzeňský kraj, v letech 2000 až 2020 a opět 2022 až 2024 zastupitel Plzeňského kraje (mezi lety 2000 a 2008 a opět v letech 2018 až 2020 také náměstek hejtmana), od roku 1990 zastupitel a v letech 1990 až 2018 místostarosta města Kdyně.

## Vzdělání, profese a rodina
Po maturitě na Střední ekonomické škole v Klatovech v roce 1985 vystudoval VŠE v Praze. Po škole nastoupil na pozici ekonoma v Elitexu Kdyně, kde pracoval do roku 1990. K roku 2008 se ještě uvádí jako svobodný.

## Politická kariéra
V roce 1991 vstoupil do ODS, kterou pomáhal založit na Domažlicku. Roku 1994 se stal předsedou oblastního sdružení ODS Domažlice a v roce 1998 členem výkonné rady ODS. Od roku 2003 předsedal komisi pro financování krajů Rady asociace krajů ČR.
Od roku 1990 zasedá v zastupitelstvu města Kdyně, kde od té doby působí jako zástupce starosty. V komunálních volbách v roce 1994 byl zvolen za ODS zastupitelem a rovněž místostarostou města Kdyně. Oba tyto posty obhájil ve volbách v letech 1998, 2002, 2006, 2010, 2014 a 2018. Po volbách v roce 2018 však post místostarosty města opustil. V komunálních volbách v roce 2022 byl lídrem kdyňské kandidátky ODS. Mandát zastupitele města se mu podařilo obhájit.
V krajských volbách roku 2000 byl zvolen do Zastupitelstva Plzeňského kraje za ODS. Mandát krajského zastupitele obhájil v krajských volbách roku 2004, krajských volbách roku 2008, krajských volbách roku 2012 a krajských volbách roku 2016. V letech 2000–2008 byl členem Rady kraje a vykonával funkci náměstka hejtmana Plzeňského kraje pro ekonomiku, finance a majetek. V únoru 2018 se stal nově náměstkem hejtmana pro oblast kultury a památkové péče. Ve volbách v roce 2020 post krajského zastupitele obhajoval, ale neuspěl (skončil jako první náhradník). V listopadu 2020 tak opustil i funkci náměstka hejtmana. Nicméně v prosinci 2022 rezignoval na mandát jeho stranický kolega Michal Šašek, jelikož se stal náměstkem ministra kultury ČR a Vilímec se tak znovu stal krajským zastupitelem. Jako první náhradník pak skončil také po krajských volbách v roce 2024.
Ve volbách roku 2006 získal mandát člena dolní komory českého parlamentu, kde se angažoval v rozpočtovém výboru a působil jako místopředseda Podvýboru pro finanční hospodaření územních samospráv a pro využívání fondů Evropské unie.
Dne 22. června 2009 ho v Prešovské ulici v Plzni fyzicky napadl člen Dělnické strany a nechvalně známý novinář Parlamentních listů, když se poslanec vracel ze zasedání strany. Incident vyšetřovala policie, sám Vilímec trestní oznámení nepodal, věc začala být vyšetřována na popud státního zastupitelství, útočník byl podmíněně odsouzen.
Ve volbách roku 2010 poslanecký mandát obhájil. Byl členem rozpočtového výboru, od března 2012 jeho místopředsedou.
Ve volbách v roce 2013 neuspěl, ale v červnu 2014 se vrátil do Poslanecké sněmovny, když nahradil Jiřího Pospíšila (dříve člena ODS), který se stal poslancem Evropského parlamentu. Ve volbách do Poslanecké sněmovny PČR v roce 2017 obhajoval svůj poslanecký mandát za ODS v Plzeňském kraji, ale neuspěl.
Ve volbách do Senátu PČR v roce 2018 kandidoval za ODS v obvodu č. 11 – Domažlice. Se ziskem 21,49 % hlasů vyhrál první kolo voleb a ve druhém kole se utkal se sociálním demokratem Janem Látkou. Toho porazil poměrem hlasů 52,59 % : 47,40 % a stal se senátorem. V Senátu byl členem Senátorského klubu ODS a TOP 09 a předsedou Výboru pro záležitosti Evropské unie.
Ve volbách do Senátu PČR v roce 2024 obhajoval za ODS mandát senátora v obvodu č. 11 – Domažlice. Jeho kandidaturu rovněž podpořily strana Monarchiste.cz a TOP 09. V prvním kole skončil druhý, když získal 15,70 % hlasů. Ve druhém kole se utkal s členem hnutí ANO Janem Látkou, s nímž prohrál poměrem hlasů 44,99 % : 55,00 %. Mandát senátora se mu tak nepodařilo obhájit.